# Rectopilammina
Rectopilammina es un género de foraminífero bentónico de la subfamilia Pilammininae, de la familia Ammodiscidae, de la superfamilia Ammodiscoidea, del suborden Ammodiscina y del orden Astrorhizida. Su especie-tipo es Rectopilammina editea. Su rango cronoestratigráfico abarca desde el Pérmico hasta el Rhaetiense (Triásico superior).

## Discusión
Clasificaciones previas hubiesen incluido Rectopilammina en el suborden Textulariina del orden Textulariida.

## Clasificación
Rectopilammina incluye a las siguientes especies:
- Rectopilammina editea †
- Rectopilammina serbicensis †